# Ембер Волакіс
Доктор Ембер Волакіс (англ. Dr. Amber Volakis) — персонаж американського телесеріалу «Доктор Хаус».
Ембер Волакіс з'являється в другому епізоді 4-го сезону, коли доктор Грегорі Хаус починає формування своєї нової команди.
Була звільнена Хаусом з команди за те, що не вміє програвати. Через деякий час з'являється знову як подружка Джеймса Вілсона. В епізоді «Ніколи не змінюйся» з'ясовується, що Вілсон зустрічається з нею вже близько двох тижнів.
В епізоді «Голова Хауса» Ембер потрапляє в автобусну аварію разом з Хаусом, в результаті якої отримує важкі травми. Застосування противірусного препарату амантадину призводить до її смерті.
Ембер знову з'явилася як галюцинація Хауса в кінці епізоду «Рятівники». Ця ідея була розширена в епізоді «Роздвоєння», де Хаус продовжував бачити Ембер, і було показано, що вона є частиною його підсвідомості, що викликана відсутністю сну і провиною за нездатність передбачити самогубство Катнера.